# Tan Boon Heong
Tan Boon Heong (chiń. upr. 陈文宏; chiń. trad. 陳文宏; pinyin Chén Wénhóng; ur. 18 września 1987 w Alor Setar) – malezyjski badmintonista pochodzenia chińskiego, srebrny i brązowy medalista mistrzostw świata, dwukrotny olimpijczyk (2008, 2012).
Największym sukcesem badmintonisty jest srebrny medal podczas mistrzostw świata w Paryżu w grze podwójnej (z Koo Kien Keat). Na jego dorobek medalowy składają się też medale igrzysk Wspólnoty Narodów wywalczone w 2010 roku oraz medale igrzysk azjatyckich (2006, 2010, 2014).